# Фроттеризм
Фроттери́зм (англ. frotteurism), фроттаж (от фр. frottage), также тачери́зм (от англ. touch — трогать) — сексуальная девиация (сексуальная перверсия, сексуальное извращение), при которой сексуальное возбуждение и удовлетворение достигаются посредством трения половых органов через одежду о постороннего человека в местах скопления людей, обычно в общественном транспорте.
Как правило, фроттеризмом занимаются мужчины по отношению к женщинам. Такое поведение рассматривается как вид сексуального домогательства или сексуального насилия. Встречается также гомосексуальный фроттеризм.

## Описание и квалификация фроттеризма
Пользуясь теснотой вагона общественного транспорта, фроттерист прикасается к жертве, прижимается к ней своим телом, часто также трётся своими половыми органами (половым членом) сквозь одежду свою и жертвы о неё, тем самым получает сексуальное удовлетворение.
Некоторыми специалистами фроттеризм рассматривается как разновидность эксгибиционизма с элементами садизма.
Садистическими чертами фроттеризма являются мнимая власть и пренебрежение к объекту, тело которого фроттерист использует с целью сексуального удовлетворения без его согласия.
В период юношеской гиперсексуальности может возникнуть временное стремление к фроттеризму, которое проходит вместе со снижением либидо к нормальному (стабильному) уровню.
В медицине фроттеризм признан сексуальной девиацией, согласно МКБ-10 относится к расстройствам сексуального предпочтения.
Фроттаж (фроттеризм) может встречаться в нормальной практике половой жизни как один из видов сексуальных ласк, при этом он квалифицируется как норма, а не девиация.
В российском праве фроттеризм по отношению к несовершеннолетним квалифицируется как развратные действия и является уголовным преступлением, однако виновные крайне редко подвергаются судебному преследованию, в том числе из-за высокой латентности — из-за страха и стыда несовершеннолетние жертвы редко заявляют о таких домогательствах.
Жертвы фроттеризма старше 16 лет российским законом не защищены.

## Фроттаж
Под термином фротта́ж (англ. frottage, от фр. frotter — «тереть») может пониматься и не рассматриваемая в качестве отклонения сексуальная практика, заключающаяся в трении партнёров друг о друга в период предварительных или завершающихся сексуальных ласк как в одежде, так и без одежды (см. трибадизм, фрот). Такие сексуальные ласки наблюдаются как в гетеросексуальных, так и в гомосексуальных парах.